# Rožnik, Grosuplje
Rožnik je majhno gručasto naselje v Turjaški pokrajini, ki spada pod Občino Grosuplje. Rožnik je od Grosuplja oddaljen 10 km, od Turjaka pa 5 km.
Nadmorska višina Rožnika je :
- spodnja nadmorska višina (445 m)
- srednja nadmorska višina (460 m)
- zgornja nadmorska višina (480 m)

Ima ugodno lego, saj je blizu Grosuplja in 25 km oddaljena od Ljubljane. Hkrati je vas od glavne prometnice v Velikih Lipljenih (skozi katero se v zadnjem času vozi zjutraj na delo tudi vse več prebivalcev Ribniške doline) oddaljena 1 km, zato je mirna in prometno neobremenjena.